# NGC 2175S
NGC 2175S is een open sterrenhoop in het sterrenbeeld Orion. Het bevindt zich in de buurt van NGC 2175.